# Cybermorph
Cybermorph est un jeu vidéo d'action sorti en 1993 sur Jaguar. Le jeu a été développé par Attention to Detail et édité par Atari.
Il s'agit du tout premier jeu sorti sur Jaguar, la console ayant été vendue en pack avec ce jeu.
Une suite, Battlemorph, est sortie en 1995 sur le système CD-ROM de la Jaguar.

## Système de jeu
Le joueur dirige un vaisseau spatial dans un environnement en 3D où, contrairement à Star Wing (sorti la même année sur Super Nintendo), il est possible de se déplacer librement.